# Georg Hanssen

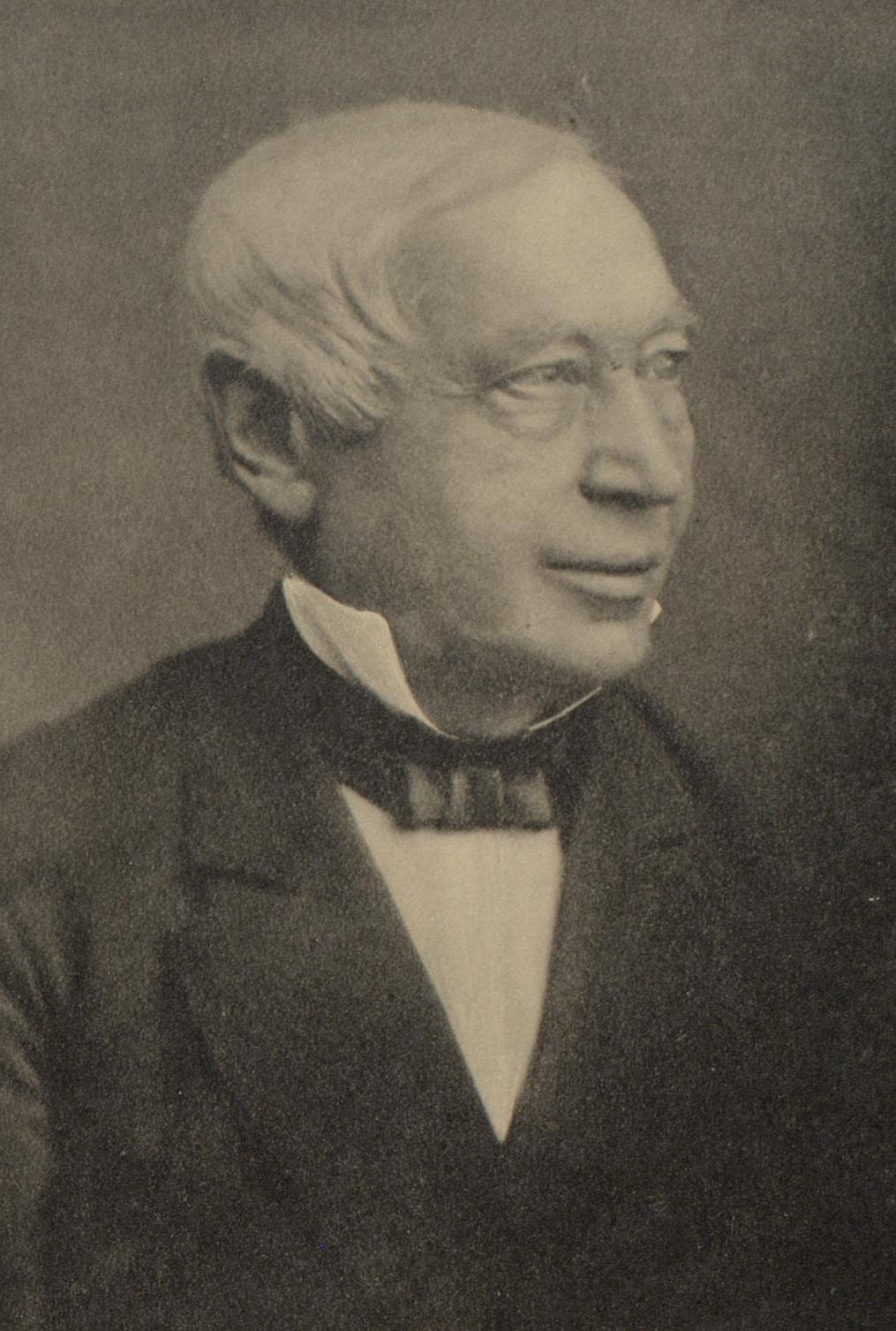
Georg Hanssen

Georg Hanssen (* 31. Mai 1809 in Hamburg; † 19. Dezember 1894 in Göttingen) war ein deutscher Agrarhistoriker und Nationalökonom.

## Leben

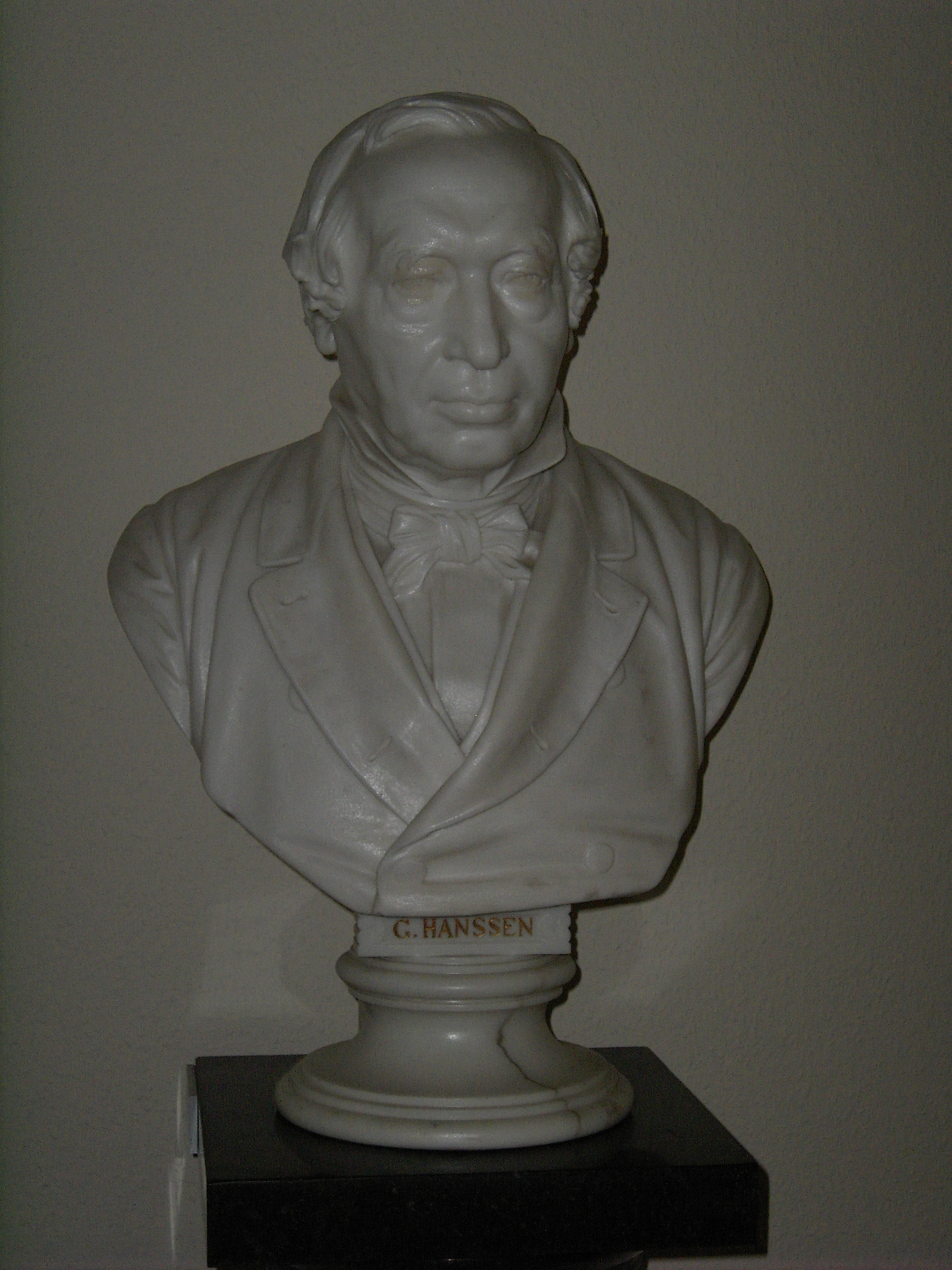
Georg Hanssen

Georg Hanssen – Sohn eines Kaufmanns – studierte Rechts- und Staatswissenschaften an der Universität Heidelberg und seit 1829 an der Universität Kiel. Dort promovierte er 1831 bei August Christian Niemann zum Dr. phil. mit einer in lateinischer Sprache abgefassten Dissertation über die Notwendigkeit, das Studium der Landwirtschaftswissenschaft an den Universitäten zu etablieren. Während seines Studiums wurde er 1827 Mitglied der Alten Heidelberger Burschenschaft und 1829 Mitglied der Burschenschaft Germania Kiel. Seit 1833 lehrte Hanssen als Privatdozent an der Universität Kiel. Von 1834 bis 1837 war er Mitglied der deutschen Abteilung des Generalzoll- und Handelsdepartements in Kopenhagen. Im Herbst 1837 wurde er als ordentlicher Professor an die Universität Kiel zurückberufen. Seit 1842 wirkte er an der Universität Leipzig. 1848 übernahm er den Lehrstuhl für Nationalökonomie an der Universität Göttingen und 1860 folgte er einem Ruf an die Universität Berlin. In diese Zeit fällt auch sein Beitritt zum Montagsklub in Berlin, dem er von 1861 bis 1869 angehörte. 1862 wurde er ordentliches Mitglied und 1869 Ehrenmitglied der Preußischen Akademie der Wissenschaften. 1869 kehrte er an die Universität Göttingen zurück. Im selben Jahr wurde er zum ordentlichen Mitglied der Göttinger Akademie der Wissenschaften gewählt.

## Position
Hanssen war vor allem ein an den Erfordernissen der Praxis orientierter Nationalökonom. Mit zahlreichen Gutachten hat er in die aktuelle Wirtschaftspolitik hineingewirkt. Sein eigentlicher Forschungsschwerpunkt war jedoch die Agrargeschichte. Detailliert untersuchte er einzelne Gehöfte und spezifische Agrarregionen und versuchte aus den Ergebnissen wirtschaftshistorische Erkenntnisse abzuleiten. Er ist Autor zahlreicher Bücher. Viele seiner wissenschaftlichen Beiträge hat er im Neuen Staatsbürgerlichen Magazin, im Archiv der politischen Oekonomie und Polizeiwissenschaft, in der Zeitschrift für die gesamte Staatswissenschaft und im Journal für Landwirthschaft veröffentlicht.
In besonderem Maße hat Hanssen das Landwirtschaftsstudium gefördert. In mehreren Veröffentlichungen – beginnend mit seiner Dissertation – setzte er sich dafür ein, dieses Studium nicht an räumlich isolierten landwirtschaftlichen Akademien, sondern an den Universitäten durchzuführen. In einer umfangreichen Denkschrift hat er 1855 alle Argumente zusammengetragen, die für ein solches universitäres Landwirtschaftsstudium sprechen. Auf seine Initiative wurde bereits 1851 an der Universität Göttingen ein landwirtschaftlicher Lehrkurs eingerichtet, die Keimzelle für das 1872 gegründete Landwirtschaftliche Universitätsinstitut.
Der handschriftliche Nachlass von Georg Hanssen (auch die oben erwähnte Denkschrift) lagert in der Niedersächsischen Staats- und Universitätsbibliothek Göttingen. Dort befindet sich auch seine Büste.

## Ehrungen
Georg Hanssen wurde am 21. Dezember 1841 erster Ehrenbürger von Kiel wegen seiner tatkräftigen und aufopfernden Wirksamkeit insonderheit für eine holsteinische Eisenbahn – nämlich der Altona-Kieler Eisenbahn.
Zudem wurde 1906 die Hanssenstraße in Kiel-Wik nach ihm benannt.

## Schriften (Auswahl)
- Historisch-statistische Darstellung der Insel Fehmarn. Hammerich, Altona 1832 (Digitalisat).
- Das Amt Bordesholm im Herzogthum Holstein. Kiel 1842.
- Die Aufhebung der Leibeigenschaft und die Umgestaltung der gutsherrlich-bäuerlichen Verhältnisse überhaupt in den Herzogthümern Schleswig und Holstein. Kaiserliche Akademie der Wissenschaften, St. Petersburg 1861 (eine von der Kaiserlich Russischen Academie der Wissenschaften 1860 gekrönte Preisschrift) (Digitalisat).
- Zur Geschichte norddeutscher Gutswirthschaft seit Ende des 16. Jahrhunderts. In: Journal für Landwirthschaft Jg. 22, 1874, S. 423–501.
- Agrarhistorische Abhandlungen. 2 Bände. Hirzel, Leipzig 1880–1884 (Digitalisat Band 1), (Band 2).
- Lebenserinnerungen des Agrarhistorikers und Nationalökonomen Georg Hanssen. Niedergeschrieben von ihm selber, herausgegeben von seinem Sohne H. Hanssen. In: Zeitschrift der Gesellschaft für Schleswig-Holsteinische Geschichte. Bd. 40 (1910), S. 1–180 (mit Bild und Schriftenverzeichnis) (Digitalisat).